# Halfdan E

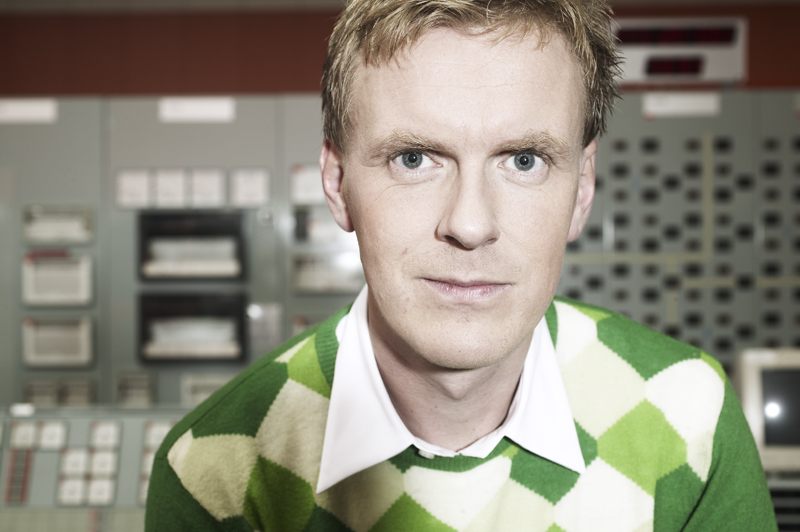
Halfdan E

Halfdan E Nielsen (* 21. November 1965 in Kopenhagen) ist ein dänischer Komponist.

## Leben
Halfdan E spielte als Bassist in mehreren Rockbands, bevor er Musik am Det Kongelige Danske Musikkonservatorium studierte. Er lernte den dänischen Filmemacher Per Fly kennen, für den er 1993 mit dem Kurzfilm Kalder Katrine seine erste Filmmusik komponierte. Insgesamt fünf Mal war er für den dänischen Filmpreis Robert nominiert. Für Okay, Das Erbe und Totschlag – Im Teufelskreis der Gewalt wurde er dabei jeweils für die Beste Filmmusik ausgezeichnet.
Gemeinsam mit dem Schriftsteller Dan Turèll gründete er das Crossoverprojekt Pas På Pengene. Sie veröffentlichten zwei Alben und wurden mit zwei Danish Music Awards ausgezeichnet.

## Filmografie (Auswahl)
- 1993: Kalder Katrine
- 2000: Die Bank (Bænken)
- 2000: Prop und Berta (Prop & Berta)
- 2001: Monas Welt (Monas verden)
- 2002: Okay
- 2003: Das Erbe (Arven)
- 2004: Populärmusik aus Vittula (Populärmusik från Vittula)
- 2005: Totschlag – Im Teufelskreis der Gewalt (Drabet)
- 2006: Genosse Pedersen (Gymnaslærer Pedersen)
- 2010: Ein Mann von Welt (En ganske snill mann)
- 2010–2013: Borgen – Gefährliche Seilschaften (Borgen, Fernsehserie, 30 Episoden)
- seit 2013: Badehotellet (Fernsehserie)
- 2013: Otto ist ein Nashorn (Otto er et næsehorn)
- 2014: Mein Freund Lage (Min vän Lage, Kurzfilm)
- 2015: Comeback
- 2017: Nachdem ich ihm begegnet bin (Apple Tree Yard, Fernsehserie, 4 Episoden)
- 2017: Ich bin William (Jeg er William)
- 2018: Kleiner Aladin und der Zauberteppich (Hodja fra Pjort)
- 2018: Iqbal & den indiske juvel
- 2018: Ihmisen osa
- 2019: Countdown Copenhagen (Gidseltagningen, Fernsehserie, 8 Episoden)
- 2019: Ninna
- 2019: BaseBoys (Fernsehserie, 12 Episoden)
- 2020: Ragnarök (Fernsehserie, 6 Episoden)
- 2021: King Emma (Kurzfilm)
- 2021: Stenofonen (Kurzfilm)
- 2022: Kidnapping (Fernsehserie, 2 Episoden)
- 2022: Domen (Fernsehserie)